# Cyrtauchenius doleschalli
Cyrtauchenius doleschalli là một loài nhện trong họ Cyrtaucheniidae. Loài này phân bố ờ Ý, Sicilia en Kreta.